# Nokia Lumia 920
Nokia Lumia 920 — смартфон, що виготовлений компанією Nokia та був анонсований 5 вересня 2012 року. Працює під управлінням операційної системи Windows Phone 8.

## Продажі
У США Nokia Lumia 920 буде продавати виключно AT&T, про що було оголошено 4 жовтня 2012 року. Зазначалось, що ціну буде оголошено перед початком продажів. 21 жовтня 2012 року мобільним оператором було оголошено, що ціна становитиме $599.99 ($149.99 з дворічним контрактом). Проте на початку листопада 2012 року ціна була знижена до $ 449.99.
Модель буде доступна у білому та чорному, червоному, жовтому і блакитному (англ. cyan) кольорах. AT&T почне продавати Lumia 920 11 листопада.
В Італії почнуть продаватися з 12 листопада 2012 року місцевим оператором мобільного зв'язку TeliaSonera. Ціна становить 599 євро.

## Огляд приладу
- Огляд Nokia Lumia 920 [Архівовано 21 липня 2017 у Wayback Machine.] на TechRadar (англ.)

## Відео
1. Представлення Nokia Lumia 920 [Архівовано 25 жовтня 2012 у Wayback Machine.] (англ.)
2. Перший офіційний огляд Nokia Lumia 920 [Архівовано 12 листопада 2012 у Wayback Machine.] (англ.)
3. Огляд WP8-смартфону Nokia Lumia 920 для allnokia.ru  [Архівовано 20 вересня 2012 у Wayback Machine.] (рос.)